# 赤い糸の女
『赤い糸の女』（あかいいとのおんな）は、2012年9月3日から11月2日まで東海テレビ制作によるフジテレビ系列の昼の帯ドラマ枠にて放送されていたテレビドラマである。全44回。

## 概要
現代人の心の内に宿る数々の「欲望」をテーマにした、東海テレビお得意の生々しい性のドロドロ愛憎劇。現代都市と過疎が進む地方都市を舞台に、人と現代社会が抱える負の部分を描き、自らの欲望と向き合い乗り越えながら一歩一歩前進する女性の人生を描く。キャッチコピーは「欲望が、絡みつく。」。
物語は平成15年から始まる現代劇。物語の主な舞台は神奈川県横浜市と長野県上田市で、横浜市及び上田市の市内各地で実際に撮影が行われた。
主演の三倉茉奈は本作が連続ドラマへの単独初主演、また『鈴子の恋 ミヤコ蝶々女の一代記』で当枠に初出演した双子の妹・佳奈に続き、本作が当枠への初出演及び初主演となる。
ヒロインの父を演じる石田純一はフジテレビ『不信のとき〜ウーマン・ウォーズ〜』以来6年ぶりのドラマ出演、また当枠への出演は『夢追い旅行』以来28年ぶりとなる。
オープニングにも登場する韓国人バイオリニストのKoNは、本作のメインテーマ曲及びエンディングテーマ曲でのバイオリン演奏に加えて、主題歌及び挿入歌では歌唱を担当、俳優としても出演し本作で「1人5役」を務める。当枠への出演は韓国人バイオリニスト役で特別出演した『鈴子の恋 ミヤコ蝶々女の一代記』以来となる。
脚本は『真珠夫人』、『牡丹と薔薇』、『さくら心中』など数々の愛憎劇を手がけ好評を博した中島丈博で、当枠で脚本を担当するのは『風のロンド』から数えてこれで10作品目となる。
演出の長沖渉は本作が民放連続ドラマの初演出。長沖はNHK在籍時に三倉茉奈が子役でデビューした連続テレビ小説『ふたりっ子』で演出を務めており、演出・長沖渉、音楽・村松崇継の組み合わせは三倉が双子の妹・佳奈と共にヒロインを務めた連続テレビ小説『だんだん』と同じである。
制作（制作著作）のビデオフォーカスが当枠を担当するのは2009年11月の『Xmasの奇蹟』以来、約3年ぶりとなる。2012年7月1日クランクイン、8月22日制作発表、9月20日クランクアップ。
東海テレビ昼ドラ公式Twitterにて、その日の名ゼリフを視聴者から募集し、放送の翌日に番組公式サイトにて1位のセリフを発表していた。番組名がYahoo! Japanの検索ワード週間トップにランクインし、独特かつ強烈なセリフは注目を集めた。

## ストーリー
都内の美容整形クリニック経営者の家に生まれ、横浜市内の女子大の寮で暮らす志村唯美。唯美には貴道麻衣子という信州上田の名家出身のルームメイトがいた。育ちの良さ性格の良さが内面から溢れ家柄も性格も恋人もすべてが整った麻衣子に対し、唯美は羨望と同時にドス黒い感情もくすぶらせていた。やがて二人の部屋に鹿野芹亜が新たなルームメイトとして加わる。芹亜は唯美の中学時代の同級生で、唯美と比較されクラスメイト達からいじめられたことで心的外傷を受け、劣等感から唯美の父親に全身整形を頼み、完璧なプロポーションと美貌を手にしていた。この三人が出会ったことがそれぞれを巡る秘密の共有の始まりとなり、恋人や親たちも巻きこみつつ複雑な絡まりを見せ、やがて唯美は自らの欲望と向き合い乗り越えながら人生を一歩ずつ前に進んでいく…。
1話 - 15話（女子大生編）
大学4年の夏休み明け、唯美と麻衣子の大学寮に風俗でアルバイトをする芹亜がルームメイトに加わる。唯美には冴えない恋人がいたが、麻衣子の婚約者・麟平に憧れを抱く。唯美はかつての同級生・鹿野芹亜が両親の離婚後に全身整形した事実を父・征行から知る。芹亜は唯美へのコンプレックスから高校時代に交際した80代の文芸評論家に金を出させ美容整形を繰り返し、美しさと教養を手に入れていた。
麻衣子は結納の日に唯美の実母・豊子を実家で見かけ、唯美に豊子と会うことを薦めるが唯美は大きく動揺。麟平は芹亜の差し金で唯美と麻衣子を誘惑し性的関係を持つ。しかし、麟平と芹亜・唯美の性的関係、芹亜の全身整形すらも麻衣子の知ることとなり、3人の友情関係は破綻しかける。激昂していた麻衣子は麟平に「今後2人と関係したら婚約破棄」、唯美と芹亜には「麟平と今後、性的関係を持たない」「婚約祝賀パーティを開く」という内容の誓約書を書かせ和解。四角関係は奇妙な友情で結びつく。
海岸で祝賀パーティを開催。このパーティーに3人は「人生の落とし穴」とかけた落とし穴によるサプライズを用意。唯美が発案し、芹亜も賛同、麟平も協力した。ウエディングドレス姿で現れた麻衣子は落とし穴に落ちたが、崩れた砂に埋まってしまう。慌てた3人は麻衣子を掘り出し救急車を呼んだものの、搬送先の病院で麻衣子の死亡が確認される。死因は生き埋めによる窒息死であった。
麒平は唯美と芹亜を口止めし警察に出頭、刑事は唯美と芹亜を疑い執拗に取り調べる。あやうく自分が落とし穴のアイディアを出したと口走りそうになった唯美を芹亜が庇い疑いは晴れる。芹亜は唯美との秘密が増えたと喜び、自らの血をジュースに入れ、唯美と固めの杯を交わす。麻衣子の葬儀に参列するため訪れた信州上田で唯美は母・豊子の姿を見かけ、多嶺の薦めもあり親子の名乗り出をしようとするが豊子は唯美に気づかない。麻衣子の事件がマスコミで騒がれ唯美と芹亜は謹慎処分になるが、芹亜はこの騒動を逆手に取りバーを盛り上げる。麟平には懲役4カ月の判決が下る。唯美は父の紹介で大手証券会社に就職が決定するが、大きな喪失感が付きまとう。唯美は大学卒業を機に芹亜と出所した麟平にもう会わないと言う。
15話 - 22話（OL編）
大学卒業から4年。東都三丸証券で働く唯美は未だつきまとう喪失感を繕う様に買い物依存症に陥り、借金を自転車操業する。買い物依存症が続いていた唯美は、業務で知り合った満秀に惹かれ交際を開始。満秀の亡き母の形見の着物を譲り受けたことや織物作家・琴子との出会いをきっかけに、唯美は着物や反物の世界に強く惹かれ、心が満たされる。唯美は買い物をやめ、持ち物をガレージセールで処分するが、ローン会社から見放され闇金融に手を出してしまう。唯美は家に投函された債務整理の広告を見て訪れた「浅利弁護士事務所」で芹亜と4年ぶりに再会。唯美は裏で芹亜が操り、同僚となった守に唯美の近況を探らせ事務所の広告を投函した事実を知らぬまま債務整理を依頼。芹亜は個人資金の550万を唯美に差し出し残金返済に充てろと指示。だがその金は職場の横領金で、近日必要となり窮地に立たされたと返済を迫る。唯美は伝馬に借金を申し入れるが、肉体関係の挙句に金を渡されたことにショックを受け、芹亜の薦めのまま夜は娼婦へと身を落とす。1回の売春で5万円の返済に充てる約束だったが、客は1回10万円支払っていることを唯美は知る。唯美は売春を続けながらも満秀と9月に挙式を挙げる話も進めていた。
芹亜は唯美に売春をさせるため、横領の話も嘘だったと明かす。怒り狂う唯美に「身体を売る唯美に愛しさを感じ、さらに深く結び付けられていると感じる」と悪びれる様子はない。唯美は厚子に誘われ外食していると、近頃厚子にストーカー行為をしていた守も来店。守は唯美の売春を口走り、逃げるように唯美は店を出る。ホテルで守に別れを切り出し、下半身が気持ち悪いと口に出した厚子は首を絞められ意識不明の重体に。守は殺人未遂容疑で逮捕。唯美の借金返済はあと1人との売春で終了となり、芹亜は特別な客を選ぶと…。ホテルの部屋に現れたのは満秀だった。挙式の2日前に二人の結婚は破談に。芹亜は唯美に狂気じみたことを語る。唯美は征行夫妻の留守中に信州・上田へと向かう。
23話 - 44話（信州上田編)
別所温泉を訪れた唯美は、安楽寺の三重塔前で実母・豊子と再会。唯美は豊子から実は征行と不二子が長い間不倫関係にあり、それを苦にして豊子が家を出た事実を知る。唯美は4年ぶりに貴道家に行き麻衣子の仏前に手を合わせる。唯美は貴道家の敷地内にある琴子の工房を見学、コチニール染色の工程や、琴子の弟子・栃彦の電気もガスもない家で自給自足生活に唯美は感銘を受け、琴子に弟子入りを願う。一旦帰京した唯美は勤務先から借りた金を征行に支払ってもらい退社。征行から豊子と一緒に暮らさないことを条件に上田行きの許可を得る。多嶺の口ぞえで琴子に弟子入りした唯美は貴道家の麻衣子の部屋で暮らすことに。唯美は「麻衣子の幽霊と仲良くして」と遥香から告げられた嵐の夜、麻衣子の悪夢にうなされる。遥香と多嶺は麻衣子の幽霊の話を少しも驚かない。琴子から遥香との縁談が進んでいる栃彦と仲良くしないよう注意されるが、二人は急速に親密に。唯美は征行との約束を守り、豊子に上田移住を知らせず1カ月が過ぎ、唯美の目撃情報を聞いた豊子は貴道家に押しかけ、玄関先で大声を出し暴れる。豊子は琴子に挨拶に行くが怪訝に扱われ、ここでも騒ぎを起こす。
弟子入りから約10ヶ月後の初夏、麟平が突然貴道家を訪れ、麻衣子の死亡事故を謝罪するが自分は落とし穴を掘っていないと遥香に言い出す。唯美を麻衣子だと思い込むようになった多嶺は麟平の訪問を喜ぶ。麟平は2度目の服役後は芹亜と新たな金儲けをしていると唯美に語り、宿泊するホテルの部屋で唯美をレイプまがいに押し倒す。傷つき工房に戻った唯美は栃彦の家で栃彦と結ばれる。遥香は麻衣子の誓約書を発見。唯美と麟平を結婚させ、自身は栃彦を婿養子にとりたいと唯美に告げる。芹亜に縁談を断られ、栃彦と唯美の関係を知った遥香は激怒し、貴道家から追い出す。唯美と芹亜は同じ日の夜、それぞれの母親の前でつわりをもよおし、妊娠が明らかに。芹亜は征行の子を妊娠したと告げる。遥香が安産お守りを唯美に渡しに工房にやってくる。遥香が赤い糸を階段に仕掛け、唯美が転落する。唯美は豊子と共に産婦人科に駆け込むが、赤ちゃんは無事だった。
産婦人科で執拗に中絶を勧める豊子に、唯美は憤慨。豊子との同居を解消して栃彦と暮らし始める。征行はDNA鑑定書を突きつけ、樹里は自分の娘ではないと芹亜に告げる。
4年後。唯美は琴子の元で働きながら、夫の栃彦、娘の仁奈子の3人で自給自足の暮らし。芹亜は父親不明のまま娘の樹里を育てるが、不器量な娘にイライラする。唯美が赤い糸で織った着物が作品展で銀賞受賞し、芹亜が200万で購入。その着物を着て唯美の元を訪れる。上田に老人介護施設を計画し、麟平も上田の唯美の元を訪れる。芹亜は幸せそうな唯美に嫉妬。「貴道家を乗っ取ろう」と唯美にささやき、栃彦に接近する。麟平は遥香と関係を持つ。施設所長に就任した麟平は、好意を寄せてくる豊子にキスをする。芹亜と栃彦、麟平と豊子の関係に、唯美は不安を感じ動揺する。琴子と遥香は「芹亜母娘の容姿が全然似ていない。整形しているのでは？」と噂する。噂は狭い田舎ですぐに広まり、老人介護施設で芹亜は嘲笑を受ける。激怒した芹亜は、唯美が整形の秘密を漏らしたと思い込み、栃彦に「唯美は買い物依存症で、借金返済のため売春婦をしていた」と密告する。一時は動揺した栃彦だが、「現在の平穏な暮らしが一番大切」と唯美の過去を受け止める。唯美は「20メートル以上、近づくな！」と芹亜に釘を刺す。密告でも夫婦が破綻しないことに立腹した芹亜は、遥香に「学生時代、唯美は麟平とデキており、邪魔な麻衣子を事故に見せかけて殺害。現在も麟平と老人介護施設の1室で不倫関係を継続している」と告げ、「唯美夫婦に賃貸している畑を取り上げて追い出すべきだ」と唆す。遥香は賃貸契約の解消を唯美夫婦に宣告。栃彦は畑や自給自足の生活を失った上に、唯美の過去で精神的ショックを受け錯乱。酒に溺れ、畑を荒らす。

## 登場人物

### 主要人物
志村（石母田）唯美 （21〜） - 三倉茉奈 （幼少時代：松浦愛弓）
主人公。横浜にある山手女学院大学の4年生。10歳の時に実母・豊子が若い男性と出奔、継母・不二子とは上手くいかず大学の寮・白藤寮で暮らす。幼い頃に実母に捨てられた欠落感から自分と他人を比較する癖があり、家柄などすべてが完璧な親友の麻衣子に対して羨望と同時に劣等感を持つ。母・豊子が置いていった上田紬の着物を大事に持っており、麻衣子にも再会を勧められるが豊子に対する気持ちの整理がついておらず躊躇する。豊子を追うと落とし穴に転落し赤い糸で体中を縛られる悪夢をよく見る。この夢をヒントに麻衣子の落とし穴サプライズを思いつくが、麻衣子が生き埋めとなり窒息死する結果に。卒業後は、父・征行のつてで大手証券会社「東都三丸証券」に就職するが、事件後の喪失感から買い物依存症と借金地獄に陥る。裏で芹亜が操っていると知らずに債務整理相談に訪れた弁護士事務所で芹亜と再会。芹亜から借りた金を返済するため体を売る。売春の事実を満秀に知られ結婚が破談になると上田の実母・豊子を訪ね、心の安らぎを得る。琴子の工房に弟子入りし、上田で暮らす。惹かれあっていた栃彦と結ばれる。やがて栃彦の子を宿す。夫と娘で自給自足の幸せな暮らしをしていたが、芹亜の復讐により崩壊していく。だが、豊子の事件直後。芹亜が顔面崩壊の危機に瀕してしまい、父に乞い再び芹亜の美容整形をしてもらうが、元に戻る事はなかったものの、芹亜と和解。その直後に栃彦が戻って来たことから、家族の平和を取り戻す。
鹿野芹亜 （21〜） - 奥村佳恵 （中学時代：中村怜亜）
唯美の大学の同級生。唯美とは中学時代の同級生、当時の姓：志村。中学時代に両親が離婚、横浜でバーを経営する母・百合子の元で育つ。同姓だった唯美と比較されその容姿から「ブタ志村」といじめられたトラウマから、後に唯美の父・征行のクリニックで全身整形を行い完璧なプロポーションと美貌を手に入れた。欲望のままに生き、他人の欲望にも敏感。その欲望を導き出す才能がある。大型バイクを乗り回し、風俗店勤務に抵抗はなく横浜市野毛のファッションヘルス「アフロディティ」では源氏名を「唯美」と名乗る。大学4年の夏休み明けから唯美と麻衣子の寮のルームメイトに加わると、「唯美・芹亜・麻衣子の3人で麟平をシェアする」友情の四角関係を築こうとする。唯美に対し歪んだ愛情と憎しみを併せ持ち、麻衣子の死亡事故後は自らマスコミに四角関係のスキャンダルを売り込み、唯美を陥れる。4年後「浅利弁護士事務所」の助手となり、同僚となった守に唯美の近況を探らせ、唯美と偶然の再会を演出、借金返済のため売春するよう罠を仕掛ける。母の店でつわりをもようし、妊娠が分かる。長女・樹梨を出産すると父親不明（唯美の父・征行）のままシングルマザーとして育てながら、麟平が信州上田に「別所温泉シルバーサービスセンター」を開設すると副所長として赴任する。だが、自分と樹梨が全く似ていない事から、周囲から「整形している」という噂が立ち、唯美が整形を周囲に漏らしたと思い込み、唯美に復讐を始めるが、すべてを失い最後は過度の整形で顔面崩壊の危機に。唯美の懇願で、再び征行のオペを受けるが美貌が元に戻ることはなかった。だが樹梨から「ブスなママでもいい」と言われた事で、心の平穏を取り戻す。
貴道麻衣子 （21〜22） - 上野なつひ
唯美の大学の同級生、寮のルームメイト。唯美とは大学入学当初からの親友。信州上田の資産家令嬢であり、高校時代に父が病死。遠縁にあたる麟平と貴道家への婿入りを前提に交際している。素直でおっとりとし人を疑うことを知らず、芹亜の邪心にも全く気がつかない。唯美に実母の豊子を探すよう勧める。麟平と唯美、芹亜との肉体関係を知って激怒するが、唯美たちと誓約書を交わし和解。しかし22歳の誕生日に、誓約書の内容にあった婚約祝賀パーティの最中、落とし穴に落ち砂に埋もれて事故死する。後日実家で葬儀が行われた。母・多嶺の希望により自室は死後もそのまま保存されている。（第1話 - 第13話）
志村征行 （58〜） - 石田純一
唯美の父、不二子の夫。港区青山で美容整形クリニックを経営している。前妻・豊子に逃げられた負い目から、ついつい唯美に優しくしてしまう。純にも特に厳しく接することはない。高校生時代から芹亜の整形手術を担当しており、受け取った報酬は数千万円に上る。麻衣子の事件をマスコミに騒がれ傷心し実家に戻った唯美に「愛とかセックスは青春につきものだ」と励ます。買い物依存症になった唯美を心配するが、何もしてあげられない。巨額脱税容疑で、ある日税務署から強制査察を受ける。守の事件が書かれた新聞記事を読み「随分あちこち手を入れたのに役に立たなかったのかな」と暢気に自分の患者であったことを思い出す。唯美との結婚を白紙にした満秀から唯美の売春の話を知り、脱税問題で唯美に手が回らなかったことを悔やみ、暫く仕事を休んで静養するよう唯美を気遣う。
志村不二子 （40〜） - 北原佐和子
唯美の継母、征行の後妻、純の実母。征行の美容整形クリニックで看護師をしていた頃は征行と不倫していた。征行と前妻との娘である唯美とは折り合いが悪い。麻衣子の事件をスキャンダラスに書かれた雑誌を読みながら激怒。実家に戻った唯美の度を越えた買い物に嫌味を言う。クリニックの税務署査察後、唯美に「自分の借金をパパを当てにしないで」ときっぱり言う。結婚の際に唯美に珊瑚の髪飾りをプレゼントしたり、上田行きの送迎会を準備したりと唯美に対して優しい面も持つ。
赤木豊子 （57〜） - いしのようこ
唯美の実母。征行と結婚していた頃から和装を好み、高価な着物を購入していた。唯美が小学4年生の時に征行のクリニックの税理士と出奔。男の郷里・信州上田でコンサルタント会社を営むが、やがて男は死去。その後、別所温泉のホテル「宝珠館」でパートで働き、横浜・山手の店で買ったリアルな創作人形を唯美の身代わりに、近くの小さなアパートで生活保護を受けながら独居している。麟平が「宝珠館」の別館に「別所温泉シルバーサービスセンター」を開設すると、そこでヘルパーを務め麟平に恋心を抱く。衝動的でエキセントリックな一面を征行は良く思っていない。多嶺とはヨガ教室で知り合い交流がある。5年後、信州上田を訪れた唯美をホテル「宝珠館」の前で偶然見かけ、安楽寺境内で再会を果たし唯美をしっかりと抱きしめた。麻衣子の葬儀に参列後、唯美に声をかけなかったことを悔やんでいた。帰宅する唯美に創作人形を手渡す。唯美が貴道家を追い出されるとアパートで一緒に暮らし始める。唯美をこっそり流産させようと、人工流産を図るが失敗し同居解消となる。
森下守 （22〜） - 酒井扇治郎
唯美の大学時代の恋人。司法試験合格を目指す大学生、大学間の合コンで知り合い交際を開始。芹亜からの匿名電話によりホテルで落ち合う唯美と麟平を確認。激怒し麻衣子に二人の関係を告げる。芹亜立ち会いの下、唯美と別れる。麻衣子の事件は四角関係のもつれによる痴情の果ての事件だと推測。芹亜に紹介され征行のクリニックで下半身の施術を受ける。後に厚子のセックスフレンドの一人になり、しつこく付きまとう。4年後は芹亜と同じ「浅利弁護士事務所」でアルバイトをしていたが、未だに司法試験には未合格。唯美が売春するようになると客を選ぶ役割をする。厚子に施術を受け自慢の下半身をバカにされると怒りから厚子の首を絞め、殺人未遂容疑で逮捕される。
貴道多嶺 （60〜） - 毬谷友子
麻衣子と遥香の母。未亡人となっても貴道家を守り抜く意識が非常に強い。プライドが高くややヒステリックな面がある。娘の麻衣子らとは対照的に言葉遣いは少々荒っぽい。生活保護を受けながらも高価な着物を購入する豊子を疎ましく感じている。麻衣子の葬儀に参列した唯美に、かつて麻衣子が豊子のことを気にかけていたことを語り、きちんと対面するよう薦める。後に信州上田に移住してきた唯美に麻衣子の部屋を提供。認知症を発症し、唯美と麻衣子を混同。麟平の再訪を縁談だと思い喜ぶ。別所温泉シルバーサービスセンターに通所するようになる。敷地内に工房を開いている琴子とは高校時代の同級生。
貴道遥香 （29〜） - 小沢真珠
麻衣子の姉。嫁ぎ先で姑と衝突し、3歳の長男を夫の元に残して貴道家へ出戻った。栃彦に思いを寄せる。初対面時から芹亜を嫌い、麻衣子の葬儀の日、唯美に「関わらないように」と忠告する。唯美と会うと鼻をクンクンと犬のように鳴らしながら臭いを確かめる癖がある。4年ぶりに唯美と会うと、雑誌に出ていたスキャンダルの真意を問う。麻衣子の部屋で暮らし始めた唯美に「麻衣子の幽霊が出るけど仲良くして」と不気味なことを言う。唯美・麻衣子・芹亜・麟平の四角関係の証拠となる誓約書を見つけ、また貴道家の婿養子にと琴子から縁談を勧められた栃彦の口から唯美との関係を知り、唯美を貴道家から追い出して絶縁する。麟平と関係を持ち、麟平との結婚を望むが進展しない。芹亜の整形疑惑を琴子と噂する。芹亜に唆され、唯美夫婦の畑賃貸契約を解消する。
徳須麟平 （26〜） - 瀬川亮
麻衣子の元婚約者。投資銀行勤務のエリート銀行員。結婚後は遠縁の貴道家の婿養子となることを前提に麻衣子と交際。爽やかな容姿とは裏腹に女好きの絶倫。風俗店「アフロディティ」では芹亜の常連客。芹亜の助言から唯美と麻衣子と関係を持つ。四角関係が麻衣子に発覚した後も機会があれば唯美や芹亜と関係を持とうとする。麻衣子の事件に関して唯美と芹亜に口止めをし、一人罪をかぶり出頭。後に重過失致死罪により懲役4カ月の判決を受け服役。出所後にやつれ果てた姿で唯美と芹亜に再会。後に出資詐欺事件を起こし逮捕、懲役3年の刑が下り府中刑務所に服役。出所後は芹亜と事業を始め、やがて上田に姿を現す。ホテル「宝珠館」の別館にデイケア施設「別所温泉シルバーサービスセンター」を開設すると、所長に就任する。カサノバ的な魅力と性欲は衰えず、豊子の恋心をうまくあしらい、遥香と関係を持つ。結婚を迫る遥香には距離を置こうと引き気味。(第1話 - 第15話、第28話 - 第44話)
寺坂満秀 （29〜） - 清水伸
唯美の証券会社の顧客、水道水浄化装置販売会社「アベジョーカー」経理課長。自社株式の上場をきっかけに知り合った唯美に好意を抱き、実直な性格に惹かれた唯美と交際。やがてプロポーズし、結婚の日取りも決定。挙式の3日前、デートクラブ関係者を装った芹亜に唯美らしき人物が売春をしていると聞かされ、唯美本人か確かめるためホテルへ。手馴れた様子で準備をする唯美の姿驚き、自分とはまだ肉体関係がないのに売春をしていたことに激昂し唯美を殴りつける、翌日結婚を破談にする。（第15話 - 第22話）
谷厚子 （30〜） - 椿鬼奴
唯美の証券会社勤務時代の先輩。唯美より年上で別部署だが、一緒に海外旅行に行くほど仲が良く、唯美のガレージセールを手伝うなど面倒見も良い。結婚に望みを抱いておらず、7人の男性を掛け持ちするセックス依存症である。携帯電話の着信音はMaximizorの『CAN'T UNDO THIS!!』。衣類の好みや雰囲気がどこかバブル時代を髣髴とさせるキャラクター。唯美の元恋人・守をセックスフレンドの一人にしているが、粗暴なため嫌っている。別れ話を切り出した守に首を絞められ意識不明の重体となる。(第15話 - 第21話)
古河琴子 （58〜） - 山口いづみ
上田紬の織物作家。貴道家の敷地内に「古河織物工房」を構えている。多嶺とは高校時代の同級生。芸術家職人特有の気難しさがあり感情の起伏が激しい。呉服店の展示会で唯美を紹介され、自らが染色した赤い糸を唯美に差し出す。多嶺が仲介し、唯美を弟子とする。完全自給自足農業を目指す弟子の栃彦に遥香と結婚し、貴道家の支援を受けるように薦める。芹亜の整形疑惑を遥香と噂する。（第17話 -）
石母田栃彦 （32〜） - 加藤和樹
織物作家・琴子の弟子。主に染色を担当している。横浜出身の元外資系の証券マンで、全てをお金だけで図る生活に嫌気がさして、完全自給自足の生活に憧れて上田へ移住したナチュラリスト。市の定住支援を受けて限界集落の生影地区ある一軒家「みみずくの家」に住み、電気もガスもない生活をしながら、地元の農家から小さな畑を借りて林檎や葡萄などを栽培している。自分が着る衣類も自分の手で作りたいと、琴子に弟子入りした。クラシック音楽を好み、チェロを弾く。上田に来る前はLPレコードを蒐集し、オーディオ機器にも凝っていた。交際していた唯美が妊娠するとプロポーズする。娘も産まれ平穏な自給自足生活をしていたが、芹亜の出現により幸せな自給自足生活は崩壊していく。（第23話 - ）
鹿野百合子 （50〜） - 大島蓉子
芹亜の母。離婚後は横浜・山手で高級バー「谷間の百合」を経営。店には稲垣教授や時枝教授、麟平も出入りする。店のバーテンダー・実を恋人にしている。芹亜を大切にしているが、自らが芹亜に小遣いを渡さないため風俗店でアルバイトを始めた経緯は気にも留めず、実が芹亜を殴ろうとすると「整形した顔が崩れるから顔だけはやめて」と庇う。芹亜の妊娠を知り動揺するが、すぐに「生めばどうにかなる」と芹亜を安心させる。母親として芹亜に対し風変わりな愛し方をしている。（第5話 - 第14話、第29話 - ）
鄭哲根 （25） - KoN
「別所温泉シルバーサービスセンター」で働く韓国人ケアマネジャー。東京の福祉大学を卒業したばかりの韓国人留学生。バイオリンを弾く。栃彦と親交を深め、錯乱し荒んだ栃彦を心配する。栃彦夫妻を心配しつつ韓国に帰国した。（第33話 - 第42話）

### その他
志村純 （9〜） - 栩原楽人（幼少期：石井蒼月）
唯美の異母弟。征行と後妻・不二子の息子。異母姉の唯美を慕っている。くしゃみの際になぜか「セックス」と言い、不二子に叱られる。満秀に殴られて帰宅した唯美の顔を見て「タイトルマッチ?」と口走る。
芥田実 （40〜） - 數間優一
バー「谷間の百合」のバーテンダー、百合子の恋人。元々芹亜を嫌っていたが、麻衣子の事件を逆手に取り下品な客を店に出入りさせる芹亜に怒りを向ける。後に百合子と別れ、店から出て行く。（第5話 - 第14話）
園実 （30〜） - 篠原友希子
バー「谷間の百合」のホステス。（第5話 - 第14話、第29話 - ）
稲垣教授 - 宮内敦士
山手女学院大学の教授。唯美たちが暮らす学生寮・白藤寮の舎監。女性史の講義で「日蔭茶屋事件」を採り上げる。バー「谷間の百合」の常連客。麻衣子死亡事件後の唯美たちを気遣ったが、マスコミに事件をスキャンダラスに取り上げられると唯美と芹亜を謹慎処分にする。（第1話 － 第14話）
時枝教授 - 浅見小四郎
山手女学院大学のフランス語教授。バルザックの小説『谷間の百合』について講義する。バー「谷間の百合」の常連客。（第3話 － 第13話）
麟平の父親 - 坂口進也
貴道家とは遠縁だが家柄が違いすぎるため、結納の席では多嶺に気を使う。麻衣子の事故死の知らせを受け、多嶺らと上京する。（第4話、第12話）
麟平の母親 - 上杉二美
結納の席で夫と同様に多嶺に気を使う。（第4話）
伝馬 （45） - 井田國彦
イベントの興行師。唯美が厚子たちとヨーロッパを旅行した際、ウィーンで唯美たちと知り合い街を案内した。3年後に帰国、偶然同じレストランで食事していた唯美と再会する。唯美に借金を申し込まれると肉体関係を2度結び「そんな大金は急に用立てられないが、会えばこのぐらいの金は渡す」と唯美に5万円を差し出す。（第15話、第19話）
部長 - 田原正治
「東都三丸証券芝支店」の法人部部長、唯美の上司。顧客である寺坂の会社の株式の上場申請を唯美とともに担当。唯美と満秀の仲人を引き受けるが、挙式の2日前に突然満秀から電話で破談の連絡を受け、社内の掲示板に挙式中止の旨を掲載すると唯美に告げる。唯美の退職届を受け取った際、破談を恥じての退社願いではと勘違いする。（第15話、第17話、第21話、第22話、第25話）
和装店の社長 - 大塚洋
浅草橋の和装店「天平屋」の社長。光秀の母の遺品の着物を仕立て直すため訪れた唯美に織物作家・琴子の作品を見せ、販売会で琴子に引き合わせる。（第16話、第17話）
浅利 - 山岸拓生
「浅利弁護士事務所」の弁護士。芹亜と守が助手として働いている。唯美の債務の整理を行う。（第17話、第18話）
寺坂今朝義 （67） - 山野史人
満秀の父。5年前に妻を亡くし、満秀と二人暮し。定年退職後の時間つぶしに家事全般を行う。唯美が妻の形見の着物を着た姿を見て「妻が生き返ったようだ」と喜ぶ。（第18話）
田内紫奈 （43〜） - 平田まり
織物作家・琴子の弟子。機織りを担当している。唯美が弟子入りするまでは一人で琴子の身の回りの世話をしていた。唯美の弟子入り後も琴子の晩酌の相手をしている。（第23話 - ）

石母田仁奈子 （3） - 大和田小巴音
唯美と栃彦の長女。天使のようにかわいらしい。（第32話 - ）
鹿野樹梨 （3） - 野嶋渚央
芹亜の長女。父親は不明。幼い頃の芹亜によく似て不器量である。（第32話 - ）
貴道均哉 （70） - 岡本富士太
貴道家の親族で、地域の有力者。麟平とともに貴道家を訪れ、遥香に高齢者福祉事業への出資を依頼する麟平のために口添えをする。（第32、35話）
脇田禎蔵 （62） - 樋浦勉
信州上田のホテル「宝珠館」の社長。麟平が開設した「別所温泉シルバーサービスセンター」の施設としてホテルの別館を提供する。（第33話 - ）
日下部 （45） - 武田義晴
「別所温泉シルバーサービスセンター」の主任。デイケア・センターでの勤務経験があり、長野の老人ホームから麟平が引き抜いてきた。（第33話 - ）
井上通子 （40） - 福島里美
「別所温泉シルバーサービスセンター」のヘルパー。（第35話 - ）
加藤奈美枝 （30） - 宮田真帆
「別所温泉シルバーサービスセンター」のヘルパー。（第35話 - ）
筒井かおる （25） - 小野かおり
「別所温泉シルバーサービスセンター」のヘルパー。（第35話 - ）
迫田盛太郎 （70） - 石山雄大
「別所温泉シルバーサービスセンター」の利用者。ヘルパーの豊子に思いを寄せる。（第35話 - ）

### 友情出演
石成刑事 （50） - 神保悟志
葉山西警察の刑事。麻衣子の死亡事件を担当、出頭した麟平を聴取し、唯美と芹亜にも疑いの目を向ける。（第12話、第13話）
唯美の売春相手 - 升毅
外見はエリートサラリーマン風、物腰も柔らかい紳士。（第19話）
唯美の売春相手 - 山崎樹範
売春金額が10万円なのに唯美のサービスが悪いと捨てゼリフを吐いて部屋を出る。（第20話）

## スタッフ
- 企画：中島資太（東海テレビ）、西本淳一（東海テレビ）
- 原作・脚本：中島丈博
- 広報：渡辺秀彦（東海テレビ）、山本章子（東海テレビ）
- プロデューサー：服部宣之（東海テレビ）、大久保直実（ビデオフォーカス）、坪ノ内俊也（ビデオフォーカス）
- 演出：長沖渉（第1、2、4、6、9週）、藤木靖之（第3、5、7週）、最知由暁斗（第8週）
- 音楽：村松崇継
- 音楽制作：スマイルカンパニー
- 音楽指導：本多数浩
- チェロ：江田雅人
- 上田紬織物監修：小岩井紬工房
- 機織り指導：澤井織物工房
- 医事監修：佐藤明男（東京メモリアルクリニック・平山）
- 創作人形：清水真理
- 撮影協力：東洋学園大学、横浜フィルムコミッション、信州上田フィルムコミッション、上田電鉄
- 制作：東海テレビ放送
- 制作著作：ビデオフォーカス

## サブタイトル
| 第1週                                                     | 第1話  | 09月03日 | 愛と欲望、究極の昼ドラ!        |
| 第1週                                                     | 第2話  | 09月04日 | ブタ志村だわ…彼女はブタ志村よ! |
| 第1週                                                     | 第3話  | 09月05日 | あの整形美人が!                |
| 第1週                                                     | 第4話  | 09月06日 | 整形美人の赤裸々な私生活       |
| 第1週                                                     | 第5話  | 09月07日 | 秘密の誘惑は悪夢のはじまり     |
| 第2週                                                     | 第6話  | 09月10日 | 甘い蜜忘れられない禁断の味     |
| 第2週                                                     | 第7話  | 09月11日 | 4人の聖なる愛の三角関係!?      |
| 第2週                                                     | 第8話  | 09月12日 | 悪魔のささやき…泥沼の序章      |
| 第2週                                                     | 第9話  | 09月13日 | 修羅場騒然!暴露しあう秘密      |
| 第2週                                                     | 第10話 | 09月14日 | 悲しみ怒りにも勝る愛の喜び     |
| 第3週                                                     | 第11話 | 09月17日 | 幸せの足元すくうハプニング     |
| 第3週                                                     | 第12話 | 09月18日 | 悪夢の祝賀会の悲惨な結末…      |
| 第3週                                                     | 第13話 | 09月19日 | 秘密をもう一つ…縛られた絆      |
| 第3週                                                     | 第14話 | 09月20日 | スキャンダラスな女子大生       |
| 第3週                                                     | 第15話 | 09月21日 | 青春へ決別…新たな欲望の罠      |
| 第4週                                                     | 第16話 | 09月24日 | 運命の予感…脱オツボネ宣言      |
| 第4週                                                     | 第17話 | 09月25日 | 恋する女に迫りくる借金地獄     |
| 第4週                                                     | 第18話 | 09月26日 | 運命の再会!?再び絡みつく糸     |
| 第4週                                                     | 第19話 | 09月27日 | 最後の手段!〜再び絡みつく糸    |
| 第4週                                                     | 第20話 | 09月28日 | 最悪女人の身体でボロ儲け!?     |
| 第5週                                                     | 第21話 | 10月01日 | 痴情のもつれ!?惨劇の予感…      |
| 第5週                                                     | 第22話 | 10月02日 | 逆上!崩壊!悪魔の罠の結末       |
| 第5週                                                     | 第23話 | 10月03日 | 劇的な再会〜運命の出会い!      |
| 第5週                                                     | 第24話 | 10月04日 | 魅力的で粋なナチュラリスト     |
| 第5週                                                     | 第25話 | 10月05日 | 地獄か天国か?決意の再出発      |
| 第6週                                                     | 第26話 | 10月09日 | 新生活居候部屋に幽霊降臨!?     |
| 第6週                                                     | 第27話 | 10月10日 | 厄介な母親の止まらない暴走     |
| 第6週                                                     | 第28話 | 10月11日 | 甦る!悪夢の青春パラダイス      |
| 第6週                                                     | 第29話 | 10月12日 | 運命の営み!繋がれた糸の先      |
| 第7週                                                     | 第30話 | 10月15日 | 幸せの便りに般若の呪いが…      |
| 第7週                                                     | 第31話 | 10月16日 | 悪魔の仕業か!?神の加護か!?     |
| 第7週                                                     | 第32話 | 10月17日 | 母親似の娘!神秘の親子関係      |
| 第7週                                                     | 第33話 | 10月18日 | 幸せの園に忍びよる赤い波紋     |
| 第7週                                                     | 第34話 | 10月19日 | 不気味悪魔が吐き出す罠の糸     |
| 第8週                                                     | 第35話 | 10月22日 | 不吉な予感…恋する女たち        |
| 第8週                                                     | 第36話 | 10月23日 | 誘惑!?妄想!?カサノバの暴走     |
| 第8週                                                     | 第37話 | 10月24日 | 化け物の秘密と勘違いの報復     |
| 第8週                                                     | 第38話 | 10月25日 | 過去の背徳は愛の試練か!?       |
| 第8週                                                     | 第39話 | 10月26日 | 理不尽で冷酷な夜叉の仕打ち     |
| 第9週                                                     | 第40話 | 10月29日 | 裏切り魔女に誘惑された男…      |
| 第9週                                                     | 第41話 | 10月30日 | 出奔!?切れた糸は紡げない…      |
| 第9週                                                     | 第42話 | 10月31日 | 無念!般若の呪い、血の涙…       |
| 第9週                                                     | 第43話 | 11月01日 | 狂気!整形美女ついに崩壊!?      |
| 第9週                                                     | 最終話 | 11月02日 | 永遠に紡がれていく赤い糸       |
| 平均視聴率 4.3%（視聴率は関東地区・ビデオリサーチ社調べ） |        |          |                                |

## テーマ曲

### 主題歌
- KoN with 辛島美登里 「愛はどこに」
作詞：辛島美登里、作曲：多田慎也、編曲：立山秋航

### メインテーマ曲
- 「赤い糸」
作曲：村松崇継、ヴァイオリンソロ：KoN

### エンディングテーマ曲
- 徳山秀典 「Love is... feat. KoN」
作詞：徳山秀典、作曲：村松崇継

### 挿入歌
- KoN 「冷たい雨」 （バンバン「冷たい雨」のカバー）
作詞・作曲：荒井由実、編曲：立山秋航

## 劇中曲
- 「お菓子と娘」（第17話、第28話、歌唱・志村唯美）
作詞：西条八十、作曲：橋本国彦
- 「時の河」（第43話、バイオリン演奏・鄭哲根）
作曲：KoN

## 関連商品

### CD
- 「赤い糸の女」オリジナルサウンドトラック（村松崇継、2012年10月24日発売、発売元：SUZAK MUSIK Ltd.）
- 徳山秀典 『puresoul』 （2012年08月29日発売、発売元：GORDIE ENTERTAINMENT）
8曲目にエンディングテーマ「Love is... feat. KoN」を収録
- KoN 『KoN 〜Nuevo Impacto〜』 （2012年10月24日発売、発売元：ポニーキャニオン）
主題歌「愛はどこに」、メインテーマ「赤い糸」、挿入歌「冷たい雨」、劇中曲「時の河」を収録

### DVD
- 『赤い糸の女 DVD-BOX 上』（3枚組、1話 - 15話収録、2013年3月20日発売、発売元：ポニーキャニオン）
- 『赤い糸の女 DVD-BOX 中』（3枚組、16話 - 29話収録、2013年4月3日発売、発売元：ポニーキャニオン）
- 『赤い糸の女 DVD-BOX 下』（4枚組、30話 - 44話収録、2013年4月17日発売、発売元：ポニーキャニオン）
- DVDでは第12話の麻衣子へのサプライズとして落とし穴を掘る場面から落とし穴に落ちる場面までの3分ほどがカットされており、厚子の携帯電話着信音も通常の携帯バイブレーション音に差し替えられている。

## 関連事項
- 谷間の百合（Le Lys dans la vallée）

フランスの作家オノレ・ド・バルザック（1799年 - 1855年）による小説。1835年に発表。第3話の時枝教授によるフランス語の講義のシーンで採り上げられ、また芹亜の母・百合子が経営する高級バーの店名ともなっている。
- 日蔭茶屋事件

1916年11月3日、自由恋愛を謳う無政府主義者の大杉栄が内妻の堀保子、作家・女性解放活動家の伊藤野枝、当時新聞記者の神近市子との四角関係の末、伊藤野枝と大杉栄が投宿していた神奈川県三浦郡葉山村（現・葉山町）にある旅館『日蔭茶屋』にて神近市子が大杉を刺傷した事件。第7話の稲垣教授による女性史の講義シーンで採り上げられ、伊藤野枝役・三倉茉奈、神近市子役・奥村佳恵、堀保子役・上野なつひ、大杉栄役・瀬川亮のキャスティングで劇中劇が挿入された。現存する日影茶屋に劇中で4人が訪れ、その後も唯美らの四角関係の象徴としてセリフに登場した。
- 上田紬

長野県上田市周辺で生産される、絹糸を繭から作り、主に自然の動植物から染色をした糸から生産される絹織物。その独特の模様と色彩に特徴があり、大島紬・結城紬と並んで三大紬とも称される。長野県全域で生産されるが、産地により名前が異なる。主人公唯美の実母・豊子が好んで買い集め、やがて唯美もコチニールで染めた赤い糸で織られた上田紬を目にしてその魅力に惹かれていく。